# Dramatical Murder
Dramatical Murder (jap. ドラマティカル マーダー, Doramatikaru Mādā, auch DRAMAtical Murder) ist ein Ren’ai-Adventure-Erogē der Boys’-Love-Marke Nitro+Chiral des Entwicklers Nitroplus aus dem Jahr 2012. Sie wurde durch zwei weitere Spiele fortgesetzt und als Manga und Anime adaptiert.

## Handlung
In der Zukunft lebt Aoba Seragaki (瀬良垣 蒼葉) auf der kleinen Insel Midorijima (碧島). Er wohnt bei seiner Großmutter und arbeitet in einem kleinen Ramschladen. Er ist mit seinem einfachen Leben zufrieden, hat einen „Allmate“ – einen Roboter und Kommunikationsgerät in Gestalt eines kleinen Hundes, der ihn stets begleitet – namens Ren und viele Freunde. Einige davon sind Mitglied in sogenannten Ribstiez-Gruppen: Banden, die die Stadt in Einflussgebiete aufteilen. So ist der coole und heitere Mizuki (ミズキ) Chef der „Dry Juice“, der Frauenheld Kōjaku (紅雀) ist der Anführer der „Benishigure“. Doch die Insel wurde einige Zeit zuvor vom Konzern Toue gekauft, der hier nun das riesige Resort „Platinum Jail“ errichtet und die Bewohner der Insel verdrängt. Außerdem häufen sich Fälle, in denen Ribstiez-Spieler verschwinden und ohne Gedächtnis wieder auftauchen. Ein neues Cyber-Spiel namens „Rhyme“, in dem die Spieler in einem virtuellen Raum gegeneinander kämpfen, findet immer mehr Zulauf.
Auf dem Weg zu einer Lieferung aus dem Laden wird Aoba unversehens in ein Rhyme-Spiel verwickelt, das droht ihm echten Schaden zuzufügen. Er gewinnt zwar überraschend, ist aber bewusstlos. Schon lange ist er kränklich und muss Medikamente nehmen. Schließlich taucht Noiz auf, der ihn angegriffen hatte, um ihn zu testen. Er fordert ein weiteres Spiel und streitet mit Kōjaku. Zudem erscheint Clear in Aobas bisher friedlichem Leben, nennt ihn „Meister“ und taucht immer wieder unerwartet auf. Plötzlich verschwindet Mizuki und alle anderen von Dry Juice und dann wird auch noch Aobas Großmutter entführt. Aoba selbst wird von Mink und seiner Gruppe Scratch entführt. Mink will ebenfalls testen, welche besonderen Fähigkeiten Aoba hat. Dann bietet er ihm an, ihm bei der Suche nach seiner Großmutter zu helfen. Auch Kōjaku, Noiz und Clear sind dabei.
Schließlich finden die Verbündeten in einer Müllverwertungsanlage Aobas Großmutter, die von Dry Juice gefangen gehalten wird – unter ihnen auch Mizuki. Doch sind diese jetzt Mitglied der Gruppe „Morphine“ und selbst nicht bei Sinnen. Sie können besiegt werden und werden ohnmächtig, wie auch Aoba selbst, nachdem er in Mizukis Bewusstsein eingedrungen ist. Nach diesem Erlebnis erklärt ihm seine Großmutter, dass er diese Fähigkeit hat, sowie auch das Bewusstsein anderer zu kontrollieren, das sogenannte „Scrap“. Sie hat ihm dies auch Sorge bisher nicht verraten. Außerdem hat sie früher für Toue gearbeitet, jedoch dort aufgehört, als sie erfahren hat, dass das Unternehmen das Bewusstsein der Menschen kontrollieren und sie so versklaven will. Dies ist auch ihr eigentliches Ziel auf der Insel und daher wollen sie, dass sie zum Konzern zurückkommt. Auch sucht Toue Aoba wegen dessen Fähigkeiten.
Aoba, Kōjaku, Noiz und Clear erhalten jeder eine Einladung ins Platinum Jail. Dies kommt ihnen gelegen, wollen sie doch Toues Plan aufhalten. Doch dort werden sie nacheinander – jeweils gemeinsam mit Aoba – angegriffen. Bei jedem Angriff kann Aoba seinen Freunden helfen, indem er Scrap anwendet und sie dabei von einem Trauma erlöst. Kōjakus Gegner ist ein verrückter Tätowierer, der ihm einst seine Tätowierung stach. Durch den Schmerz wurde Kōjaku wahnsinnig und brachte seine Familie um. Noiz wird gemeinsam mit Aoba von Morphine angegriffen. Beim Kampf erfährt Aoba, dass Noiz an CIPA leidet, daher kein Schmerzempfinden hat. Seine Eltern haben ihn verstoßen und er war bisher stets einsam. Als Clear zusammen mit Aoba zum Oval Tower geht, Toues Hauptquartier, werden sie von zwei Gestalten angegriffen, die wie Clear aussehen. Diese sind Androiden im Auftrag Toues, wie es auch Clear war. Doch war er defekt, entwickelte daher eine eigene Persönlichkeit und kann Aoba nun beschützen.
Schließlich trifft auch Mink ein und gemeinsam mit Aoba erreicht er den Oval Tower. Mink will Tatsuo Toue, den Chef des Konzerns, töten, weil er den Indianerstamm vernichtet hat, aus dem Mink stammt. Dieser Stamm verfügte über Kräuter, mit denen andere Menschen kontrolliert werden können so wie Toue es anstrebt, wollte sein Wissen jedoch nicht mit ihm teilen. Aoba trifft im Turm auch Sei, der sich als sein Bruder herausstellt. Beide wurden von Toue künstlich geschaffen – mit der Fähigkeit zur Kontrolle anderer Menschen von Geburt an. Doch nur Sei blieb bei Toue und Aoba wuchs bei seiner „Großmutter“ auf. Sei will nun, dass Aoba ihn tötet, damit Toue seine Fähigkeiten nicht weiter missbrauchen kann. Doch zunächst werden sie von Toues Untergebenen aufgehalten. Kōjaku, Noiz und Clear kommen ihnen zu Hilfe, schließlich hat Aoba auch ihnen geholfen.
Mink und Aoba erreichen Tatsuo Toue. Mit seinem Scrap kann Aoba ihn gegen die Kontrollversuche Toue immun machen, sodass er den Kampf fortsetzen kann. Doch dann greift Aobas Allmate Ren ihn an, er ist durch einen Wurm infiziert. Auch an ihm kann Aoba Scrap anwenden und erfährt, dass ein Teil seiner Persönlichkeit auf Ren übergegangen ist. Dieser Teil hat ihn stets vor dem gierigen, zerstörerischen Teil seiner Persönlichkeit zu bewahren versucht, der Aoba früher zu Rhyme-Spielen trieb, in denen er Scrap gegen seine Gegner einsetzte. Mit dem Allmate gelang es diesem Teil seiner Persönlichkeit, dass Aobas freundliche Seite die Oberhand gewonnen hat. Als Tatsuo Toue wieder erscheint, beginnt er einen Rhyme-Kampf gegen Aoba. Aoba kann gewinnen, da Toues Avatar aus der Seele seines Bruders geschaffen wurde und Aoba an Seis Widerstand gegen Toue appellieren kann. Nach dem Kampf sieht er seinen Bruder persönlich und tötet ihn auf dessen Wunsch mit Scrap, damit er nicht mehr Schaden anrichten kann. Der Turm wird gesprengt und die Menschen werden von der Kontrolle durch Toue befreit. Aoba und seine Freunde können alle entkommen und sich von den Ereignissen erholen, nur ist sein Allmate nun ohne eigene Persönlichkeit. Doch ein Jahr später taucht Rens alte Persönlichkeit als sein Bruder wieder auf.

## Spielmechanik
Dramatical Murder ist eine Visual Novel. Das Spielgeschehen wird als Text dargestellt, unterstützt durch Standgrafiken, gelegentliche Animationen sowie klangliche Untermalung. An zentralen Stellen des Geschehens kann der Spieler per Multiple Choice entscheiden, wie die Handlung weitergehen soll; die Handlungsstränge verzweigen sich dann nach Art eines Spielbuchs.

## Spiele
Das Spiel wurde von Nitro+Chiral produziert und am 23. März 2012 in Japan für PC veröffentlicht. Ein zweites Spiel folgte mit Dramatical Murder re:connect am 26. April 2013, das die Geschichte des ersten fortsetzt. Am 30. Oktober 2014 brachte Nitro+Chiral Dramatical Murder re:code für die PlayStation Vita heraus. Dieses war im Gegensatz zu seinen PC-Vorgängern jugendfrei (ab 15).

## Manga
Eine Manga-Adaption des ersten Spiels von Torao Asada erscheint seit August 2012 im Magazin B's-Log Comic des Verlags Enterbrain in Japan. Die Kapitel wurden auch in bisher zwei Sammelbänden herausgebracht.

## Anime
Das Studio NAZ produzierte 2014 unter der Regie von Kazuya Miura eine Anime-Fernsehserie zum Spiel. Das Serienkonzept stammt von Kabura Fuchii und Tōko Machida und das Charakterdesign entwarfen Etsunobu Iwanaga und Yukiko Ban. Für die künstlerische Leitung war Kōki Nagayoshi verantwortlich.
Die Serie wurde vom 7. Juli 2014 bis zum 22. September 2014 nach Mitternacht (und damit am vorigen Fernsehtag) von TV Tokyo in Japan gezeigt. Mit einem bis mehreren Tagen Verzögerung wurde der Anime auch bei AT-X, TV Aichi und TV Ōsaka ausgestrahlt. Die Plattform Crunchyroll stellt die Serie als Video Stream zur Verfügung, unter anderem mit englischen und deutschen Untertiteln. Die Serie und OVA wurde für Deutschland von Anime House lizenziert und wird ab dem 30. März 2023 mit deutscher Synchronisation auf Blu-ray erhältlich sein.

### Synchronisation
Die deutsche Synchronisation entstand bei HNYWOOD in Heilbronn unter der Regie von Markus Lange.
| Rolle  | japanische Stimme (Seiyū) | deutsche Stimme         |
| ------ | ------------------------- | ----------------------- |
| Aoba   | Atsushi Kisaichi          | Brian Sommer            |
| Kōjaku | Hiroki Takahashi          | Antonio Fernandes Lopes |
| Mink   | Kenichirō Matsuda         | Bernd Egger             |
| Clear  | Masatomo Nakazawa         | Thorsten Möser          |
| Ren    | Ryota Takeuchi            | Philip Bösand           |
| Noiz   | Satoshi Hino              | Gabriel Kemmether       |
| Sei    | Yūichi Iguchi             | Patrick Kropp           |

### Musik
Die Musik der Serie wurde von Yūki Hayashi komponiert. Der Vorspanntitel der Serie ist Slip on the Pumps von Goatbed. Die Abspannlieder sind folgende:
- Bowie Knife von Goatbed
- By my Side von Kanako Itō (Folge 7)
- Felt von Seiji Kimura (Folge 8)
- Lullaby Blue von Kanako Itō (Folge 9)
- Soul Grace von Vertueux (Folge 10)